# Jeremiah Curtin

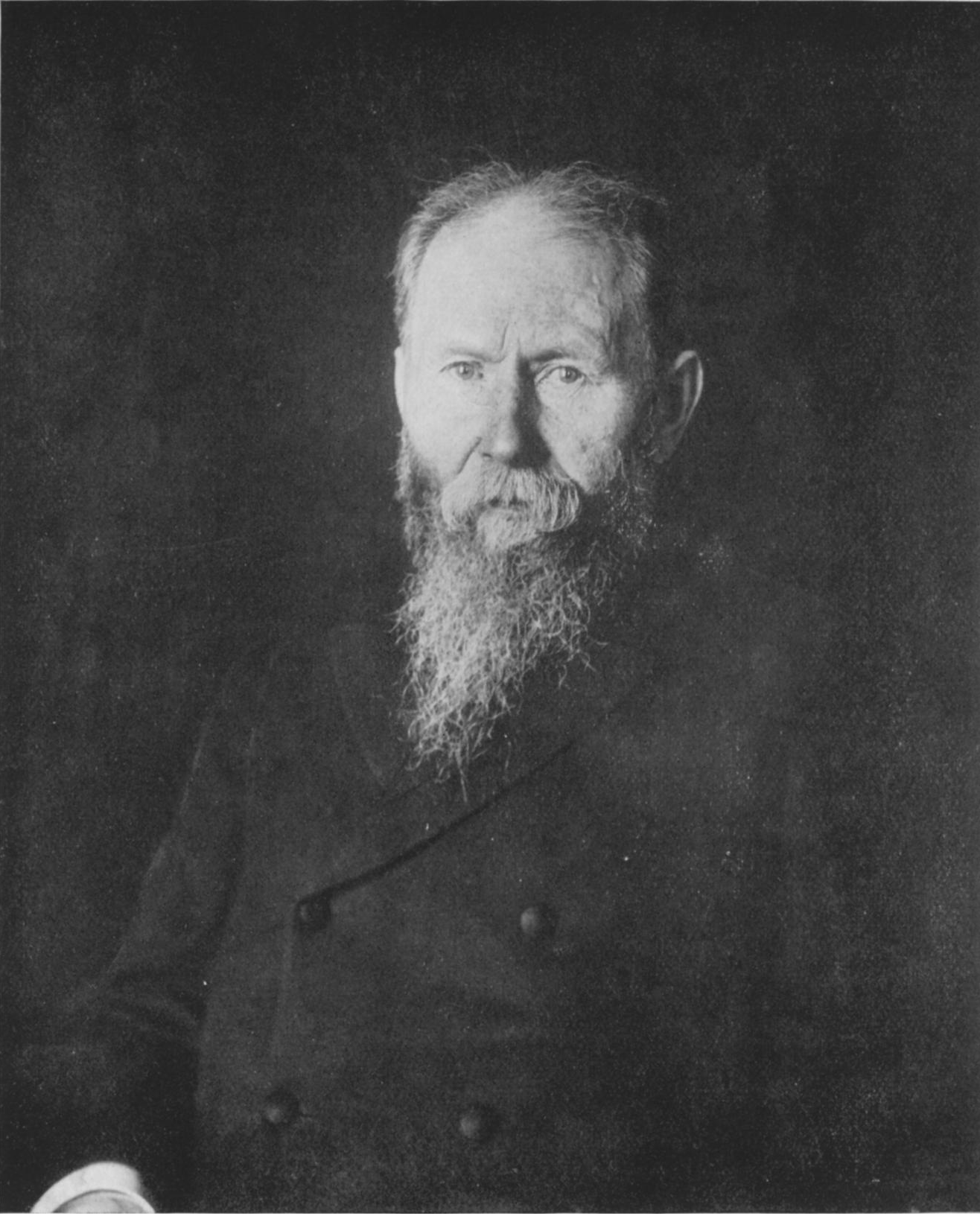
Jeremiah Curtin

Jeremiah Curtin (ur. 6 września 1835 w Detroit, zm. 14 grudnia 1906 w Bristol) – amerykański ludoznawca, folklorysta i tłumacz. Curtin wykazywał duże zainteresowanie językami i z wieloma był obeznany. Znał m.in. polski i rosyjski. Od 1883 do 1891 pracował w Bureau of American Ethnology jako badacz terenowy dokumentujący obyczaje i mitologie różnych plemion indiańskich.
Wraz z żoną, Almą Cardell Curtin dużo podróżował, zbierając informacje etnologiczne.
Curtin prowadził badania nad folklorem Europy Wschodniej i Irlandii. Skompilował jedną z pierwszych dokładnych kolekcji irlandzkiego materiału ludowego i był ważnym źródłem dla W.B. Yeatsa. Curtin znany jest z kilku kolekcji irlandzkich bajek ludowych.
Przełożył większość powieści Henryka Sienkiewicza (wydawanych od 1888), przyczyniając się do popularyzacji jego twórczości w Stanach Zjednoczonych. Przełożył też utwory Bolesława Prusa (m.in. Faraona) i Elizy Orzeszkowej. Kilkukrotnie odwiedził Polskę.
W swoich tłumaczeniach próbował zachowywać oryginalną strukturę polskiego zdania ale w rzeczywistości posługiwał się bardziej parafrazą niż metafrazą (tłumaczenie dosłowne).

## Życiorys
Curtin urodził się Detroit w stanie Michigan w irlandzkiej rodzinie. Wczesne życie spędził na farmie rodzinnej w Greendale w stanie Wisconsin, a później uczęszczał do Harvard College, mimo że jego rodzice chcieli, żeby poszedł do katolickiego college’u. Curtin ukończył Harvard w 1863 roku. Następnie przeniósł się do Nowego Jorku, gdzie studiował prawo i pracował dla United States Sanitary Commission, tłumacząc i ucząc języka niemieckiego.
W 1864 r. wyjechał do Rosji, gdzie pełnił funkcję sekretarza Cassiusa M. Claya, ministra USA przy dworze rosyjskim. Podczas swojej wizyty w Rosji Curtin zaprzyjaźnił się z Konstantinem Pobedonostsevem, profesorem prawa na Moskiewskim Uniwersytecie Państwowym. Odwiedził także Czechosłowację i Kaukaz, a także studiował języki słowiańskie. Kontynuując doskonalenie swoich rosyjskich umiejętności językowych, uczył się również czeskiego, polskiego, czeskiego, litewskiego, łotewskiego, węgierskiego i tureckiego.
Po powrocie do Stanów Zjednoczonych Curtin wykładał o Rosji i Kaukazie. W 1872 r. Poślubił Almę M. Cardell. Pani Cardell pracowała jako jego sekretarka. W 1883 Curtin został zatrudniony przez Bureau of American Ethnology jako pracownik terenowy.
W 1905 r. Prezydent Theodore Roosevelt poprosił go o udział w konferencji pokojowej w Portsmouth w New Hampshire, kończącej wojnę rosyjsko-japońską.
Jeremiah Curtin zmarł 14 grudnia 1906 r. w Burlington w stanie Vermont i został pochowany na cmentarzu Greenwood w Bristolu.

## Irlandzki folklor
Curtin odwiedził Irlandię pięć razy w latach 1871-1893, gdzie zebrał materiał folklorystyczny w południowo-zachodnim Munster, na Wyspach Aran i w innych regionach Irlandii. Dzięki temu powstały jego książki Myths and Folklore of Ireland (1890), Hero Tales of Ireland (1894) i Tales of the Fairies and Ghost World (1895).

## Tłumaczenia z polskiego
Curtin przetłumaczył wiele tomów Henryka Sienkiewicza, w tym Ogniem i mieczem. To właśnie ta powieść po raz pierwszy przyniosła polskiemu nobliście sławę na skalę światową.
Curtin interesował się zarówno kulturą rosyjską jak i polską, dlatego też w swoich tłumaczeniach unikał faworyzowania którejś ze stron w ich historycznych sporach.

### Sienkiewicz
Curtin zaczął tłumaczyć historyczną powieść Henryka Sienkiewicza Ogniem i mieczem w 1888 roku w wieku pięćdziesięciu lat. Następnie wydał pozostałe dwa tomy Trylogii, inne utwory Sienkiewicza, a w 1897 jego Quo Vadis.
W 1897 Curtin i Sienkiewicz przypadkowo spotkali się w szwajcarskim kurorcie w Ragatz. Przez kolejne lata, aż do śmierci Curtina w 1906, mężczyźni utrzymywali kontakt.
Curtin był oczarowany Ogniem i mieczem, to też skłoniło go do napisania tłumaczenia. Jednak był on znawcą języka rosyjskiego, niewiele znał się na polskim. Podczas tworzenia przekładu starał się nadrobić braki w wiedzy, jednak jego tłumaczenie budzi wiele zastrzeżeń.
Przed rozpoczęciem tłumaczenia dzieł Sienkiewicza, Curtin nie znał polskiego prawie wcale. Zmotywował go aspekt finansowy. Mimo jego starań publikacja angielskiego przekładu spotkała się z falą krytyki na całym świecie. Przede wszystkim wytykano mu brak zrozumienia języka polskiego, niepoprawne konstruowanie zdań, złą składnię, błędną interpretację i wiele innych niedociągnięć.
Jednym ze znanych krytyków Curtina był Harold B. Segel, który twierdził, że Curtin nie miał zbyt wiele talentu literackiego i polegał za bardzo słowniku. Segel zrobił całą listę słów i zwrotów przetłumaczonych dosłownie przez Curtina i udziwniających jego teksty, takich jak przełożenie „Czołem” jako „With the forehead” zamiast znacznie lepszego „Greetings”.
Jego tłumaczenie Quo Vadis spotkało się z bardziej przychylnymi recenzjami.

### Prus
W 1897 podczas wizyty w Warszawie, Curtin dowiedział się o twórczości Bolesława Prusa. Przeczytał powieść Faraon i postanowił ją przełożyć.
Tłumaczenie Faraona, w wersji Curtina zatytułowane The Pharaoh and the Priest, spotkało się z falą krytyki. Wersja Curtina jest niekompletna, brakuje w niej Epilogu. Z niewiadomych powodów Curtin, podając autora powieści, nie użył pseudonimu literackiego Prusa, lecz jego prawdziwego imienia w zniekształconej formie: „Alexander Glovatski”.

## Twórczość
- Myths and Folk-lore of Ireland, 1890.
- Myths and Folk-tales of the Russians, Western Slavs, and Magyars, Little, Brown, and Company, 1890.
- Hero-Tales of Ireland, 1894.
- Tales of the Fairies and of the Ghost World, 1895.
- Creation Myths of Primitive America, 1898.
- A Journey in Southern Siberia, Little, Brown, and Company, 1909.
- Seneca Indian Myths, 1922.
- The Mongols A History, Little, Brown, and Company. 1908.
- Myths of the Modocs, Sampsom Low, Marston & Company, Ltd., 1912.

### Tłumaczenia
- Quo Vadis (Henryk Sienkiewicz), 1897.
- Yanko the Musician and Other Stories (Henryk Sienkiewicz), Little, Brown, and Company, 1893.
- In Vain (Henryk Sienkiewicz) Little, Brown, and Company, 1899.
- The Knights of the Cross (Henryk Sienkiewicz), Little, Brown, and Company, 1900.
- The Argonauts (Eliza Orzeszkowa), 1901.
- Children of the Soil (Henryk Sienkiewicz).
- Hania (Henryk Sienkiewicz).
- With Fire and Sword (Henryk Sienkiewicz) 1898.
- The Pharaoh and the Priest (Bolesław Prus), 1902.

## Upamiętnienie
Wspomnienia o Curtinie, zatytułowane The Memoirs of Jeremiah Curtin zostały opublikowane w 1940 r. przez State Historical Society of Wisconsin z rękopisu przedstawionego społeczeństwu przez siostrzenicę Curtina, panią Walter J. Seifert.